# 柳贝季诺
柳贝季诺（羅馬化：Lyubytino）是俄罗斯诺夫哥罗德州的工人村（市级镇）、柳贝季诺区行政中心，地处诺夫哥罗德州东北部，在州府大诺夫哥罗德东北方。该镇位于伊尔门湖流域姆斯塔河畔，其支流别拉亚河与扎比特尼察河也流经镇内。
该地2021年人口有2,312人；2010年人口2,807；2002年人口3,300；1989年人口3,474。